# スティパ・カプロニ
スティパ・カプロニ
側面からの写真
- 用途：実験機
- 設計者：ルイージ・スティパ
- 製造者：カプロニ社
- 運用者：イタリア王国
- 初飛行：1932年10月7日
- 生産数：1機（試作のみ）
- 運用状況：退役

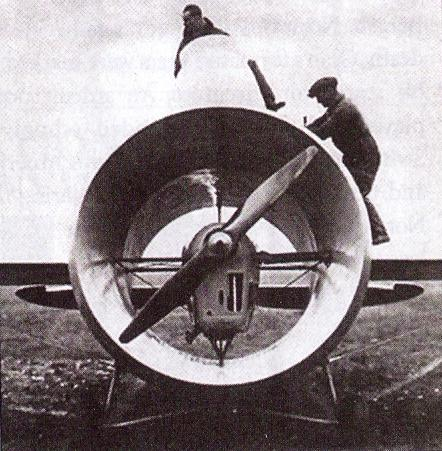
正面からの写真

三面図

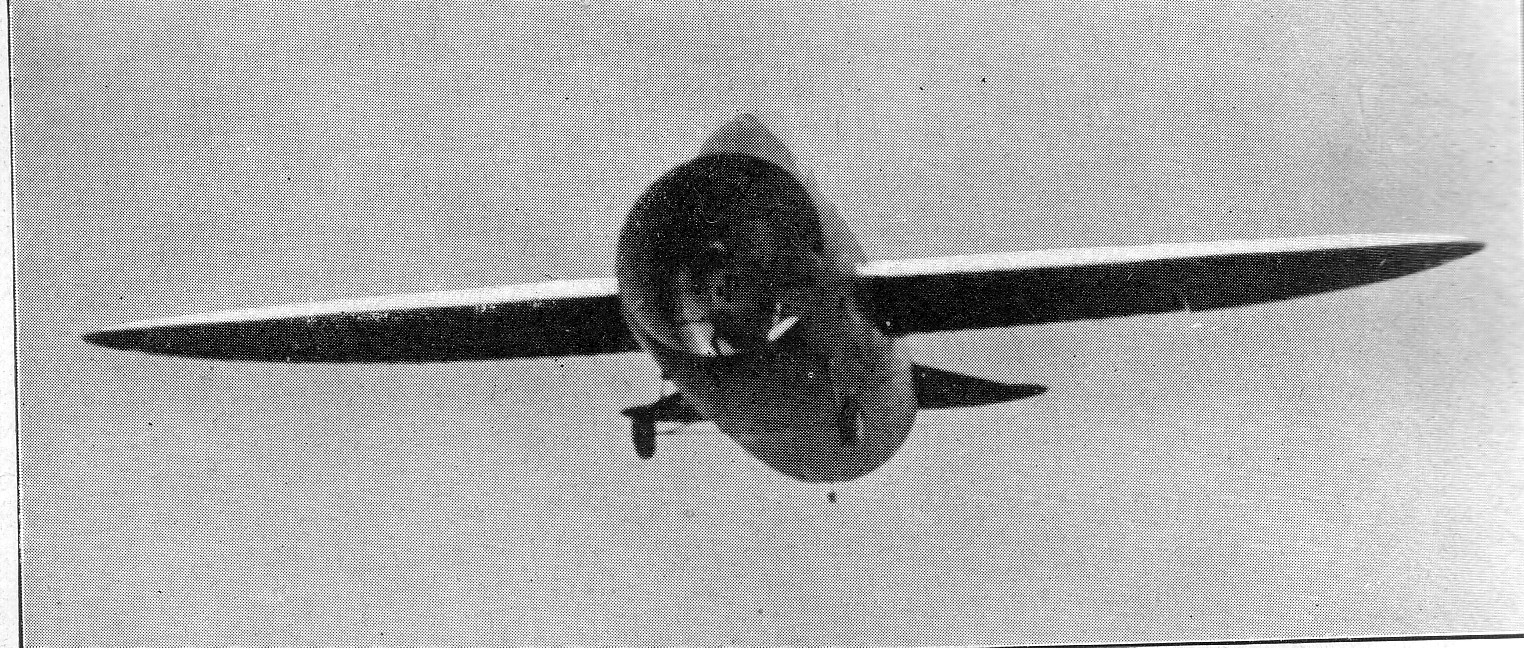
飛行中の写真

スティパ・カプロニ（イタリア語：Stipa-Caproni）は、1932年にイタリアのルイージ・スティパによって設計され、カプロニ社によって製造された実験機である。中空の樽型の胴体の中に、プロペラとエンジンを完全に取り込んだ形状をしたものだった。すなわち、胴体全体が一つのダクテッドファンになっていた。イタリア王立空軍はスティパ・カプロニの開発に興味を示さなかったが、その設計はジェットエンジンの開発への重要なステップになった。

## 設計
スティパの基本的なアイデアは、プロペラ後流とエンジンの排気を先細りのダクトで圧縮するというもので、本質的にはベルヌーイの定理の応用である。さらに、ダクトの断面を翼型に似たものにすることで、主翼に加えて胴体が揚力を生み出すこともできた。その設計は、近代的なジェットエンジンに近いもので、実際、ドイツとアメリカで1938年に特許を取得したスティパは、ドイツのロケット・ジェット技術（特に V-1 飛行爆弾のもの）は彼の発明を無許可で使用したものだと考えていた。

## 試験とその後
1932年10月7日、カプロニ社のテストパイロットであるドメニコ・アントニーニは、スティパ・カプロニの試作機のテスト飛行を行った。次に機体はモンテチェーリオへ移送され、そこでイタリア空軍のテストが行われた。テストパイロット達の共通した意見は、スティパ・カプロニは非常に安定性が高く、飛行進路を変えることが難しいというものだった。また、着陸速度は68km/hと低速で、着陸滑走がごく短かったこともパイロットに強い印象を与えた。
スティパ・カプロニの性能は一般的な飛行機を上回るものではなかったため、空軍は簡単なテスト飛行の後に、開発の続行をキャンセルすることを決定した。スティパ・カプロニから得られた経験は、モータージェット機のカプロニ・カンピニ N.1 の開発に重要な影響を与えた。

## 諸元
- 長さ： 5.55 m
- 翼幅： 14.28 m
- 高さ： 3 m
- 重量： 800 kg
- エンジン： デ・ハビランド ジプシー III
- 出力： 120 hp
- 最高速度： 131 km/h